# 莫勒伊
莫勒伊（法語：Moreuil，法語發音：[mɔʁœj]）是法国上法蘭西大區索姆省的一个市镇，属于蒙迪迪耶区。

## 地理
莫勒伊（49°46'28"N, 2°28'59"E）面积23.43 平方千米，位于法国上法蘭西大區索姆省，该省份为法国北部沿海省份，北起加来海峡省和北部省，西接滨海塞纳省和大西洋英吉利海峡，南至瓦兹省，东临埃纳省。
与莫勒伊接壤的市镇（或旧市镇、城区）包括：泰讷、布拉什、阿耶、马伊赖讷瓦尔、桑泰尔地区梅济耶尔、莫里塞勒、拉讷维尔西尔贝尔纳、鲁夫雷勒、维莱欧埃拉布勒。
莫勒伊的时区为UTC+01:00、UTC+02:00（夏令时）。

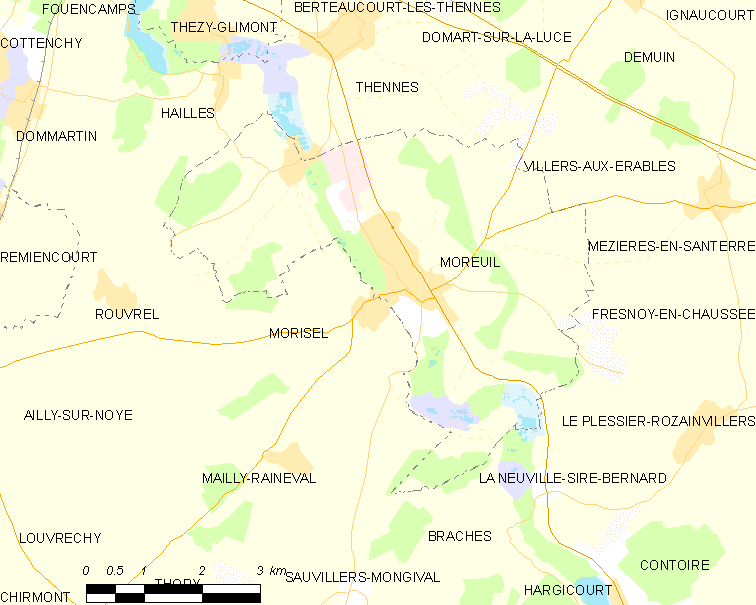
莫勒伊的OSM定位图

## 行政
莫勒伊的邮政编码为80110，INSEE市镇编码为80570。

## 政治
莫勒伊所属的省级选区为莫勒伊县。

## 人口

1962-2008年间莫勒伊人口变化图示

莫勒伊于2022年1月1日时的人口数量为3968人。